# Iván Yarkovski
Iván Ósipovich Yarkovski o Iwan Jarkowski (en ruso: Иван Осипович Ярковский, en polaco: Iwan (Jan) Jarkowski; Osveya, 12 de mayojul./ 24 de mayo de 1844greg. - Heidelberg, 9 de enerojul./ 22 de enero de 1902greg.) fue un ingeniero civil polaco. 
En 1901 describió el efecto térmico casi imperceptible que actúa sobre los planetas y pequeños asteroides que orbitan el Sol.
Sin embargo sus estudios permanecieron olvidados hasta que su redescubrimiento durante los años 50 propició el desarrollo teórico del efecto Yarkovsky y el efecto YORP. 
El asteroide (35334) Yarkovsky fue llamado así en su honor.

## Vida
Ivan Osipovich Yarkovsky nació un 24 de mayo de 1844 en Osveya, en la provincia rusa de Vitebsk (ahora parte de Bielorrusia). 
Tras la muerte de su padre en 1847, emigra junto a su madre a Moscú, donde recibe su educación elemental. 
Su madre muere al poco tiempo y el joven Ivan Yarkovsky ingresa en una escuela militar para huérfanos.
Finalizados sus estudios, sirve en una división de la artillería en el Cáucaso, pero no progresa en la técnica militar.
En el año 1872 se gradúa como ingeniero civil en el Instituto de Tecnología Práctica (ahora Instituto Tecnológico) de San Petersburgo.
Un año más tarde, en 1873, durante la expansión de la red de ferrocarriles rusa, entra a trabajar en una compañía de ferrocarriles en la que permanecerá los siguientes 20 años.
En 1889 es nombrado presidente de la Sociedad Tecnológica Rusa, una organización para la estimulación del desarrollo tecnológico de Rusia.
En la primavera de 1901 cayó enfermo y fue enviado al extranjero por sus médicos en busca de una cura. 
Murió de sarcoma el 22 de enero de 1902, en el Hospital Académico de Heidelberg, Alemania.

## Teorías preliminares
En la época en la que vivió Ivan O. Yarkovsky, el mundo científico se hallaba en profunda transformación. La visión newtoniana del mundo se tambaleaba.
El ingeniero ruso investigó algunos de los múltiples problemas que inquietaban a los científicos de la época. Intentó desarrollar una teoría que demostrara que el éter y la materia eran dos estados diferentes de una misma entidad. Asimismo, creía firmemente que el átomo no era indivisible e inalterable (una creencia que muchos de sus colegas, como Mendeleyev, no compartían).
Alrededor de 1875 Yarkovsky previó (sobre la base de una teoría errónea, sin embargo) el fenómeno de la radioactividad, que no sería descubierto hasta 1896, por el físico francés Henri Becquerel.
En un intento por demostrar sus teorías sobre la materia y el éter, Yarkovsky se interesó por la astronomía. Cuando, a mitad del siglo XIX se descubrió que el espectro estelar podía dividirse en varias clases, Ivan O. Yarkovsky fue el primero en sugerir su relación con la evolución de las estrellas.

## El efecto Yarkovsky
En sólo 17 páginas, el panfleto de Yarkovsky pretendía explicar el movimiento perpetuo de los planetas y otros objetos más pequeños, alrededor del sol, basándose en que existía una resistencia de la luz al movimiento.
Estudiando el movimiento de un cometa, observó la existencia de dos fuerzas contrapuestas: una impulsora, y otra de frenado. Esta última era directamente proporcional al nivel de radiación solar, e inversamente proporcional al cuadrado de la distancia.
A partir de estas observaciones, describió un fenómeno al que Ernst J. Öpik pondría su nombre, décadas más tarde.
El efecto Yarkovsky provoca alteraciones en la trayectoria de los pequeños objetos que orbitan el sol. El fenómeno se desencadena como resultado del calentamiento desigual de las caras de un cuerpo rotativo; una de ellas absorbe más calor y lo irradia hacia atrás mientras rota, desequilibrando la órbita del objeto.